# A Szombathelyi Haladás 2012–2013-as szezonja
Ez a szócikk a Szombathelyi Haladás 2012–2013-as szezonjáról szól, mely sorozatban az 5., összességében pedig az 57. idénye a csapatnak a magyar első osztályban. A klub fennállásának ekkor volt a 93. évfordulója. A szezon 2012 júliusában kezdődött, és 2013 júniusában ért véget.

## Játékoskeret
2012. augusztus 17-i állapot szerint.
| No. |     | Poszt | Játékos           |
| --- | --- | ----- | ----------------- |
| 2   | HUN | KP    | Búrány Zoltán     |
| 3   | HUN | V     | Fehér Zoltán      |
| 4   | HUN | KP    | Rajos Gábor       |
| 5   | HUN | V     | Korolovszky Gábor |
| 6   | HUN | KP    | Szakály Attila    |
| 7   | HUN | KP    | Horváth András    |
| 8   | HUN | KP    | Nagy Gábor        |
| 9   | HUN | CS    | Andorka Péter     |
| 10  | HUN | KP    | Kulcsár Kornél    |
| 12  | HUN | V     | Devecseri Szilárd |
| 13  | HUN | KP    | Halmosi Péter     |
| 14  | HUN | CS    | Ugrai Roland      |
| 15  | HUN | V     | Tóth Péter        |

| No. |     | Poszt | Játékos           |
| --- | --- | ----- | ----------------- |
| 20  | HUN | CS    | Kenesei Krisztián |
| 21  | HUN | KP    | Nagy Dániel       |
| 22  | HUN | V     | Guzmics Richárd   |
| 23  | HUN | V     | Schimmer Szabolcs |
| 26  | HUN | KP    | Jagodics Márk     |
| 27  | HUN | V     | Szvoboda Szabolcs |
| 30  | HUN | K     | Gőcze Gergő       |
| 32  | HUN | CS    | Radó András       |
| 33  | HUN | V     | Farkas Márk       |
| 66  | HUN | K     | Rózsa Dániel      |
| 90  | HUN | KP    | Iszlai Bence      |
| 91  | HUN | K     | Mursits Roland    |

## Átigazolások

### Átigazolások nyáron
| No. |     | Poszt | Játékos                                                         |
| --- | --- | ----- | --------------------------------------------------------------- |
| 3   | HUN | V     | Fehér Zoltán (Győri ETO)                                        |
| 9   | HUN | CS    | Andorka Péter (Pécsi MFC)                                       |
| 11  | HUN | KP    | Irhás Ignác (Mezőkövesd-Zsóry, lejárt a kölcsönszerződése)      |
| 17  | HUN | CS    | Simon Attila (Soproni VSE, lejárt a kölcsönszerződése)          |
| 21  | HUN | KP    | Nagy Dániel (Videoton, meghosszabbították a kölcsönszerződését) |
| 27  | HUN | V     | Szvoboda Szabolcs (Budaörs, lejárt a kölcsönszerződése)         |

| No. |     | Poszt | Játékos                                                         |
| --- | --- | ----- | --------------------------------------------------------------- |
| 3   | HUN | V     | Fehér Zoltán (Győri ETO)                                        |
| 9   | HUN | CS    | Andorka Péter (Pécsi MFC)                                       |
| 11  | HUN | KP    | Irhás Ignác (Mezőkövesd-Zsóry, lejárt a kölcsönszerződése)      |
| 17  | HUN | CS    | Simon Attila (Soproni VSE, lejárt a kölcsönszerződése)          |
| 21  | HUN | KP    | Nagy Dániel (Videoton, meghosszabbították a kölcsönszerződését) |
| 27  | HUN | V     | Szvoboda Szabolcs (Budaörs, lejárt a kölcsönszerződése)         |

| No. |     | Poszt | Játékos                                              |
| --- | --- | ----- | ---------------------------------------------------- |
| 1   | HUN | K     | Molnár Péter (Pécsi MFC)                             |
| 9   | HUN | CS    | Oross Márton (Gyirmót)                               |
| 11  | HUN | KP    | Irhás Ignác (Mezőkövesd-Zsóry)                       |
| 16  | HUN | CS    | Skriba Máté (Tatabánya, kölcsönbe)                   |
| 17  | HUN | CS    | Simon Attila (Nyíregyháza Spartacus)                 |
| 18  | HUN | KP    | Sipos Norbert (BFC Siófok)                           |
| 19  | HUN | KP    | Gyurján Bence (Ajka, kölcsönbe)                      |
| 24  | MNE | CS    | Goran Vujović (Videoton, lejárt a kölcsönszerződése) |
| 29  | SVK | KP    | Marián Sluka                                         |

| No. |     | Poszt | Játékos                                              |
| --- | --- | ----- | ---------------------------------------------------- |
| 1   | HUN | K     | Molnár Péter (Pécsi MFC)                             |
| 9   | HUN | CS    | Oross Márton (Gyirmót)                               |
| 11  | HUN | KP    | Irhás Ignác (Mezőkövesd-Zsóry)                       |
| 16  | HUN | CS    | Skriba Máté (Tatabánya, kölcsönbe)                   |
| 17  | HUN | CS    | Simon Attila (Nyíregyháza Spartacus)                 |
| 18  | HUN | KP    | Sipos Norbert (BFC Siófok)                           |
| 19  | HUN | KP    | Gyurján Bence (Ajka, kölcsönbe)                      |
| 24  | MNE | CS    | Goran Vujović (Videoton, lejárt a kölcsönszerződése) |
| 29  | SVK | KP    | Marián Sluka                                         |

## Statisztikák
Utolsó elszámolt mérkőzés dátuma: 2013. június 1.

### Mérkőzések
| Lejátszott mérkőzések száma        | 38 (30 OTP Bank Liga, 2 Magyar kupa, 6 Ligakupa)    |
| Győzelmek száma                    | 13 (11 OTP Bank Liga, 1 Magyar kupa, 1 Ligakupa)    |
| Döntetlenek száma                  | 13 (11 OTP Bank Liga, 0 Magyar kupa, 2 Ligakupa)    |
| Vereségek száma                    | 12 (8 OTP Bank Liga, 1 Magyar kupa, 3 Ligakupa)     |
| Szerzett gólok száma               | 49                                                  |
| Kapott gólok száma                 | 47                                                  |
| Gólkülönbség                       | +2                                                  |
| Sárga lapok                        | 103                                                 |
| Kiállítások                        | 7                                                   |
| Legtöbbet figyelmeztetett játékos  | Iszlai Bence (12 , 1 )                              |
| Legnagyobb arányú győzelem         | BFC Siófok 0–3 Haladás (2012. 08. 10.)              |
| Legnagyobb arányú győzelem         | Haladás 3–0 MTK Budapest (2012. 09. 21.)            |
| Legnagyobb arányú vereség          | Győri ETO 5–1 Haladás (2012. 09. 09.)               |
| Legmagasabb hazai nézőszám         | 5 205 néző, Haladás 4–2 Ferencváros (2013. 04. 06.) |
| Legalacsonyabb hazai nézőszám      | 100 néző, Haladás 2–1 Győri ETO (2012. 11. 13.)     |
| Legtöbbször pályára lépett játékos | Nagy Gábor (32 mérkőzés)                            |
| Házi gólkirály                     | Andorka Péter (13 )                                 |
| Pontok                             | 52/114 (45,61%)                                     |

### Kiírások
| Kiírás        | Statisztikák | Statisztikák | Statisztikák | Statisztikák | Statisztikák | Statisztikák | Kezdő forduló | Végső forduló/ helyezés | Mérkőzések dátumai | Mérkőzések dátumai |
| Kiírás        | M            | GY           | D            | V            | LG–KG        | GK           | Kezdő forduló | Végső forduló/ helyezés | Első               | Utolsó             |
| ------------- | ------------ | ------------ | ------------ | ------------ | ------------ | ------------ | ------------- | ----------------------- | ------------------ | ------------------ |
| OTP Bank Liga | 30           | 11           | 11           | 8            | 36–27        | +9           | —             |                         | 2012. 07. 27.      | 2013. 06. 01.      |
| Magyar kupa   | 2            | 1            | 0            | 1            | 2–2          | 0            | 2. forduló    | 3. forduló              | 2012. 09. 26.      | 2012. 10. 31.      |
| Ligakupa      | 6            | 1            | 2            | 3            | 11–18        | –7           | Csoportkör    | Csoportkör              | 2012. 09. 05.      | 2012. 11. 28.      |

## OTP Bank Liga

### Mérkőzések
| 1. forduló 2012. július 27. 17:00 |

| Haladás                                                                            | 4 – 2               | Egri FC                                        |
| ---------------------------------------------------------------------------------- | ------------------- | ---------------------------------------------- |
| Kenesei 50' Halmosi 52' Iszlai 58' (11-esből) 44' Andorka 63' (11-esből) Rajos 50' | (0 – 1) Jegyzőkönyv | Pisanjuk 45' Németh 74' Preklet 57' Knakal 81′ |

| Rohonci út, Szombathely Nézőszám: 5 000 Játékvezető: Berger József (magyar) |

| 2. forduló 2012. augusztus 4. 19:00 |

| Győri ETO                                         | 1 – 1               | Haladás                                                            |
| ------------------------------------------------- | ------------------- | ------------------------------------------------------------------ |
| Kronaveter 27' Střeštík 32' Koltai 37' Kamber 45' | (1 – 0) Jegyzőkönyv | Radó 55' Iszlai 27' Schimmer 53' Guzmics 61' Fehér 83' Andorka 87' |

| ETO Park, Győr Nézőszám: 2 500 Játékvezető: Solymosi Péter (magyar) |

| 3. forduló 2012. augusztus 10. 19:00 |

| BFC Siófok                | 0 – 3               | Haladás                                                         |
| ------------------------- | ------------------- | --------------------------------------------------------------- |
| Windecker 37' Lengyel 69' | (0 – 2) Jegyzőkönyv | Radó 3' Iszlai 29' (11-esből) Kenesei 76' Fehér 22' Andorka 69' |

| Révész Géza utca, Siófok Nézőszám: 1 000 Játékvezető: Berke Balázs (magyar) |

| 4. forduló 2012. augusztus 18. 14:00 |

| Haladás            | 0 – 0               | Diósgyőr                                                             |
| ------------------ | ------------------- | -------------------------------------------------------------------- |
| Fehér 44' Nagy 89' | (0 – 0) Jegyzőkönyv | Gosztonyi 21' Vági 23' Gohér 54' Elek 64' Seydi 74' Abdouraman 90+2' |

| Rohonci út, Szombathely Nézőszám: 5 000 Játékvezető: Kassai Viktor (magyar) |

| 5. forduló 2012. augusztus 26. 18:30 |

| Videoton                                     | 2 – 1               | Haladás                                                                   |
| -------------------------------------------- | ------------------- | ------------------------------------------------------------------------- |
| Gyurcsó 61' 63' Renato Neto 65' Szolnoki 76′ | (0 – 0) Jegyzőkönyv | Andorka 80' Nagy 14' Halmosi 18' Guzmics 20' Korolovszky 39' Schimmer 85' |

| Sóstói Stadion, Székesfehérvár Nézőszám: 2 480 Játékvezető: Andó-Szabó Sándor (magyar) |

| 6. forduló 2012. szeptember 1. 16:00 |

| Haladás                     | 1 – 2               | Paksi FC                          |
| --------------------------- | ------------------- | --------------------------------- |
| Kenesei 18' Korolovszky 53' | (1 – 1) Jegyzőkönyv | Lázok 40' 55' Kenesei 67' (öngól) |

| Rohonci út, Szombathely Nézőszám: 4 500 Játékvezető: Böcskei Balázs (magyar) |

| 7. forduló 2012. szeptember 14. 19:00 |

| Ferencváros                                                 | 2 – 1               | Haladás                                                              |
| ----------------------------------------------------------- | ------------------- | -------------------------------------------------------------------- |
| Somália 10' Čukić 87' 59' Otten 17' Jovanović 66' Klein 71' | (1 – 0) Jegyzőkönyv | Andorka 90+3' Rajos 20' Halmosi 29' Simon 38' Iszlai 58' Kulcsár 87' |

| Albert Flórián Stadion, Budapest Nézőszám: 4 500 Játékvezető: Farkas Ádám (magyar) |

| 8. forduló 2012. szeptember 21. 17:00 |

| Haladás                                                                 | 3 – 0               | MTK Budapest                  |
| ----------------------------------------------------------------------- | ------------------- | ----------------------------- |
| Iszlai 24' (11-esből) 64' Kenesei 27' Halmosi 55' Simon 20' Guzmics 59' | (2 – 0) Jegyzőkönyv | Hidvégi 23' Nagy 56' Rácz 85' |

| Rohonci út, Szombathely Nézőszám: 4 500 Játékvezető: Solymosi Péter (magyar) |

| 9. forduló 2012. szeptember 29. 16:00 |

| Debreceni VSC                    | 2 – 0               | Haladás                                                     |
| -------------------------------- | ------------------- | ----------------------------------------------------------- |
| Rezes 38' Kulcsár 80' Korhut 52' | (1 – 0) Jegyzőkönyv | Rajos 17' Fehér 48′, 73′ Halmosi 73' Nagy 83' Devecseri 85' |

| Oláh Gábor utca, Debrecen Nézőszám: 4 000 Játékvezető: Iványi Zoltán (magyar) |

| 10. forduló 2012. október 6. 18:30 |

| Haladás              | 0 – 0               | Kaposvári Rákóczi                 |
| -------------------- | ------------------- | --------------------------------- |
| Halmosi 25' Nagy 40' | (0 – 0) Jegyzőkönyv | Bank 62' Petrazzi 78′ Hajdúch 88' |

| Rohonci út, Szombathely Nézőszám: 5 000 Játékvezető: Szilasi Szabolcs (magyar) |

| 11. forduló 2012. október 20. 16:00 |

| Kecskeméti TE                                                | 2 – 1               | Haladás                                      |
| ------------------------------------------------------------ | ------------------- | -------------------------------------------- |
| Tarabai 84' Litsingi 90+3' 62' Salami 35' Pekár 55' Póti 75' | (0 – 1) Jegyzőkönyv | Nagy D. 43' Halmosi 14' Iszlai 45' Simon 46′ |

| Széktói Stadion, Kecskemét Nézőszám: 1 500 Játékvezető: Erdős József (magyar) |

| 12. forduló 2012. október 27. 16:00 |

| Haladás                                          | 1 – 1               | Pécsi MFC                                                           |
| ------------------------------------------------ | ------------------- | ------------------------------------------------------------------- |
| Kenesei 84' (11-esből) 88' Rajos 66' Kulcsár 72' | (0 – 0) Jegyzőkönyv | Čaušić 75' Bodnár 24' Zeljkovič 43' Krejci 84' Demjén 86' Uzoma 88' |

| Rohonci út, Szombathely Nézőszám: 4 500 Játékvezető: Vad II. István (magyar) |

| 13. forduló 2012. november 3. 16:00 |

| Lombard Pápa                                                                                 | 1 – 0               | Haladás                            |
| -------------------------------------------------------------------------------------------- | ------------------- | ---------------------------------- |
| Marić 29' (11-esből) Présinger 22' Maróti 32' Sekour 60′ Nagy 63' Tóth G. 80' Quintero 90+2' | (1 – 0) Jegyzőkönyv | Devecseri 28' Rajos 41' Iszlai 45' |

| Perutz Stadion, Pápa Nézőszám: 2 000 Játékvezető: Veizer Roland (magyar) |

| 14. forduló 2012. november 10. 14:00 |

| Haladás                                                   | 2 – 0               | Újpest                            |
| --------------------------------------------------------- | ------------------- | --------------------------------- |
| Iszlai 70' (11-esből) Kenesei 90+3' Simon 73' Andorka 87' | (0 – 0) Jegyzőkönyv | Remili 29' Iandoli 63′ Christ 69′ |

| Rohonci út, Szombathely Nézőszám: 2 000 Játékvezető: Andó-Szabó Sándor (magyar) |

| 15. forduló 2012. november 18. 18:30 |

| Budapest Honvéd                          | 1 – 1               | Haladás                                   |
| ---------------------------------------- | ------------------- | ----------------------------------------- |
| Vécsei 51' Hidi 49' Diaby 70' Vernes 83' | (0 – 0) Jegyzőkönyv | Ugrai 66' Nagy 37' Búrány 57' Guzmics 79′ |

| Bozsik József Stadion, Budapest Nézőszám: 1 000 Játékvezető: Becséri Dániel (magyar) |

| 16. forduló 2012. november 24. 16:00 |

| Egri FC                                | 1 – 2               | Haladás                             |
| -------------------------------------- | ------------------- | ----------------------------------- |
| Németh 83' Pavičević 34' Stanislaw 90' | (0 – 0) Jegyzőkönyv | Ugrai 53' Andorka 58' Halmosi 90+1' |

| Illovszky Rudolf Stadion, Budapest Nézőszám: 200 Játékvezető: Fábián Mihály (magyar) |

| 17. forduló 2012. december 1. 14:00 |

| Haladás                        | 1 – 1               | Győri ETO                                                     |
| ------------------------------ | ------------------- | ------------------------------------------------------------- |
| Kalász 28' Iszlai 69' Nagy 87' | (1 – 1) Jegyzőkönyv | Trajković 21' Pátkai 70' Švec 72' Koltai 83' Kronaveter 90+2′ |

| Rohonci úti stadion, Szombathely Nézőszám: 3 500 Játékvezető: Solymosi Péter (magyar) |

| 18. forduló 2013. március 2. 16:00 |

| Haladás                                                       | 2 – 1               | BFC Siófok                                                      |
| ------------------------------------------------------------- | ------------------- | --------------------------------------------------------------- |
| Iszlai 69' (11-esből) 74′ Halmosi 77' (11-esből) 18' Nagy 66' | (0 – 1) Jegyzőkönyv | Nagy 38' Pál 39' Windecker 41' Takács 68′ Tímár 76' Kecskés 86' |

| Rohonci úti stadion, Szombathely Nézőszám: 2 427 Játékvezető: Oláh Gábor (magyar) |

| 19. forduló 2013. március 9. 14:00 |

| Diósgyőr                                             | 1 – 1               | Haladás                                                                |
| ---------------------------------------------------- | ------------------- | ---------------------------------------------------------------------- |
| Luque 22' Ribánszki 11' Gosztonyi 61' Abdouraman 88' | (1 – 1) Jegyzőkönyv | Halmosi 12' (11-esből) 77' Devecseri 22' Fehér 34' Tóth 49' Kalász 63' |

| DVTK-stadion, Miskolc Nézőszám: 4 597 Játékvezető: Andó-Szabó Sándor (magyar) |

| 20. forduló 2013. április 10. 16:00 |

| Haladás              | 0 – 1               | Videoton                                     |
| -------------------- | ------------------- | -------------------------------------------- |
| Iszlai 15' Simon 89' | (0 – 1) Jegyzőkönyv | Álvarez 33' Brachi 10' Gomes 57' Božović 82' |

| Rohonci út, Szombathely Nézőszám: 1 972 Játékvezető: Solymosi Péter (magyar) |

- Elhalasztott mérkőzés.

| 21. forduló 2013. március 30. 15:00 |

| Paksi FC                                                    | 0 – 0               | Haladás                                                        |
| ----------------------------------------------------------- | ------------------- | -------------------------------------------------------------- |
| Fiola 4' Szabó 55' Heffler 56' Bartha 59' Báló 65' Éger 82' | (0 – 0) Jegyzőkönyv | Radó 5' Halmosi 33' Tóth 48' Iszlai 66' Nagy 89' Gyurján 90+2' |

| Fehérvári út, Paks Nézőszám: 750 Játékvezető: Kassai Viktor (magyar) |

| 22. forduló 2013. április 6. 16:00 |

| Haladás   | 0 – 0               | Ferencváros                                |
| --------- | ------------------- | ------------------------------------------ |
| Ugrai 83' | (0 – 0) Jegyzőkönyv | Leonardo 22' Čukić 55' Böde 70' Jenner 78' |

| Rohonci út, Szombathely Nézőszám: 5 205 Játékvezető: Andó-Szabó Sándor (magyar) |

| 23. forduló 2013. április 13. 16:00 |

| MTK Budapest          | 0 – 1               | Haladás                                       |
| --------------------- | ------------------- | --------------------------------------------- |
| Nagy 42' Pölöskei 45' | (0 – 1) Jegyzőkönyv | Radó 5' Tóth 25' Simon 32' Fehér 70′ Nagy 81' |

| Hidegkuti Nándor Stadion, Budapest Nézőszám: 1 000 Játékvezető: Becséri Dániel (magyar) |

| 24. forduló 2013. április 21. 18:30 |

| Haladás              | 1 – 0               | Debreceni VSC |
| -------------------- | ------------------- | ------------- |
| Halmosi 51' Radó 33' | (0 – 0) Jegyzőkönyv | Bódi 9'       |

| Rohonci út, Szombathely Nézőszám: 2 459 Játékvezető: Iványi Zoltán (magyar) |

| 25. forduló 2013. április 27. 16:00 |

| Kaposvári Rákóczi                                          | 3 – 2               | Haladás                                                             |
| ---------------------------------------------------------- | ------------------- | ------------------------------------------------------------------- |
| Hegedűs 34' Oláh 47' 60' (11-esből) Petrazzi 29′ Okuka 30' | (2 – 1) Jegyzőkönyv | Andorka 46' Ugrai 90' Tóth 36' Devecseri 59' Gyurján 70' Farkas 86' |

| Rákóczi Stadion, Kaposvár Nézőszám: 1 500 Játékvezető: Németh Ádám (magyar) |

| 26. forduló 2013. május 3. 19:00 |

| Haladás                                                 | 1 – 1               | Kecskeméti TE                                                                                |
| ------------------------------------------------------- | ------------------- | -------------------------------------------------------------------------------------------- |
| Andorka 82' Halmosi 26' Iszlai 28' Ugrai 32' Tóth 90+1' | (0 – 0) Jegyzőkönyv | Mogyorósi 85' 19' Forró 8' Mohl 12' Varga 26' Vaskó 34' Rajczi 70′ Vukasovic 78' Savić 90+2' |

| Rohonci úti stadion, Szombathely Nézőszám: 1 869 Játékvezető: Szilasi Szabolcs (magyar) |

| 27. forduló 2013. május 11. 16:00 |

| Pécsi MFC                                    | 0 – 2               | Haladás                                 |
| -------------------------------------------- | ------------------- | --------------------------------------- |
| Balogh 61' Simon 62' Grumić 70' Wittrédi 78' | (0 – 0) Jegyzőkönyv | Radó 81' 85' (11-esből) 82' Ugrai 90+2' |

| PMFC Stadion, Pécs Nézőszám: 1 200 Játékvezető: Andó-Szabó Sándor (magyar) |

| 28. forduló 2013. május 17. 17:00 |

| Haladás                                                        | 2 – 1               | Lombard Pápa                                                          |
| -------------------------------------------------------------- | ------------------- | --------------------------------------------------------------------- |
| Kalász 54' Radó 88' (öngól) 74' Gyurján 39' Tóth 71' Simon 78' | (0 – 1) Jegyzőkönyv | Quintero 21' 70' Tóth G. 15' Présinger 18' Griffiths 43' Dlusztus 87' |

| Rohonci út, Szombathely Nézőszám: 1 950 Játékvezető: Iványi Zoltán (magyar) |

| 29. forduló 2013. május 24. 17:00 |

| Újpest               | 0 – 1               | Haladás                                   |
| -------------------- | ------------------- | ----------------------------------------- |
| Iandoli 5' Antón 77' | (0 – 0) Jegyzőkönyv | Radó 90' Nagy 18' Simon 51' Devecseri 61' |

| Szusza Ferenc Stadion, Budapest Nézőszám: 2 284 Játékvezető: Erdős József (magyar) |

| 30. forduló 2013. június 1. 16:00 |

| Haladás               | 1 – 1               | Budapest Honvéd                       |
| --------------------- | ------------------- | ------------------------------------- |
| Simon 30' Andorka 78' | (1 – 1) Jegyzőkönyv | Vernes 15' Živanović 23' Diarra 90+1' |

| Rohonci út, Szombathely Nézőszám: 2 610 Játékvezető: Fábián Mihály (magyar) |

### A végeredmény
| #   | Csapat                | M  | GY | D  | V  | G+ – G– | GK  | P  | Megjegyzések                                   |
| --- | --------------------- | -- | -- | -- | -- | ------- | --- | -- | ---------------------------------------------- |
| 1.  | Győri ETO (B)         | 30 | 19 | 7  | 4  | 57–33   | +24 | 64 | 2013–2014-es Bajnokok Ligája – 2. selejtezőkör |
| 2.  | Videoton (I)          | 30 | 16 | 6  | 8  | 52–24   | +28 | 54 | 2013–2014-es Európa-liga – 1. selejtezőkör     |
| 3.  | Budapest Honvéd (I)   | 30 | 15 | 7  | 8  | 50–36   | +14 | 52 | 2013–2014-es Európa-liga – 1. selejtezőkör     |
| 4.  | MTK BudapestÚ         | 30 | 15 | 6  | 9  | 43–30   | +13 | 51 |                                                |
| 5.  | Ferencváros           | 30 | 13 | 10 | 7  | 51–36   | +15 | 49 |                                                |
| 6.  | Debreceni VSCCV (KGY) | 30 | 14 | 4  | 12 | 47–36   | +11 | 46 | 2013–2014-es Európa-liga – 2. selejtezőkör1    |
| 7.  | Kecskeméti TE         | 30 | 12 | 8  | 10 | 42–42   | 0   | 44 |                                                |
| 8.  | Haladás               | 30 | 11 | 11 | 8  | 36–27   | +9  | 44 |                                                |
| 9.  | Újpest                | 30 | 11 | 8  | 11 | 40–42   | −2  | 41 |                                                |
| 10. | Diósgyőr              | 30 | 9  | 11 | 10 | 31–39   | −8  | 38 |                                                |
| 11. | Kaposvári Rákóczi     | 30 | 10 | 7  | 13 | 35–38   | −3  | 37 |                                                |
| 12. | Pécsi MFC             | 30 | 10 | 7  | 13 | 33–44   | −11 | 37 |                                                |
| 13. | Paksi FC              | 30 | 8  | 11 | 11 | 40–38   | +2  | 35 |                                                |
| 14. | Lombard Pápa          | 30 | 7  | 7  | 16 | 26–46   | −20 | 28 |                                                |
| 15. | BFC Siófok (K)        | 30 | 7  | 4  | 19 | 31–61   | −30 | 25 | NB II                                          |
| 16. | Egri FCÚ (K)          | 30 | 3  | 6  | 21 | 25–67   | −42 | 15 | NB II                                          |

Forrás: MLSZ adatbank 
A rangsorolás alapszabályai: 1. összpontszám, 2. győzelmek száma, 3. gólkülönbség, 4. szerzett gólok száma, 5. egymás elleni eredmények összpontszáma,  6. egymás elleni eredmények gólkülönbsége, 7. egymás elleni eredmények szerzett góljainak száma, 8. egymás elleni eredmények idegenben szerzett góljainak száma.
1 A Debreceni VSC a 2013–14-es Európa-liga 2. selejtezőkörében indulhat, kupagyőztesként.
(B): Bajnokcsapat, (K): Kieső csapat, (F): Feljutó csapat, (I): Kupainduló, (R): A rájátszás győztese, (KGY): Kupagyőztes

### Eredmények összesítése
Az alábbi táblázatban összesítve szerepelnek a Szombathelyi Haladás 2012/13-as bajnokságban elért eredményei.
| Ősz/tavasz (forduló)    | Otthon | Otthon | Otthon | Otthon | Otthon | Otthon | Otthon | Idegenben | Idegenben | Idegenben | Idegenben | Idegenben | Idegenben | Idegenben |
| Ősz/tavasz (forduló)    | M      | GY     | D      | V      | LG–KG  | GK     | P      | M         | GY        | D         | V         | LG–KG     | GK        | P         |
| ----------------------- | ------ | ------ | ------ | ------ | ------ | ------ | ------ | --------- | --------- | --------- | --------- | --------- | --------- | --------- |
| Őszi szezon (1–17.)     | 8      | 3      | 4      | 1      | 12–6   | +6     | 13     | 9         | 2         | 2         | 5         | 10–12     | –2        | 8         |
| Tavaszi szezon (18–30.) | 7      | 3      | 3      | 1      | 7–5    | +2     | 12     | 6         | 3         | 2         | 1         | 7–4       | +3        | 11        |
| Összesen (1–30.)        | 15     | 6      | 7      | 2      | 19–11  | +8     | 25     | 15        | 5         | 4         | 6         | 17–16     | +1        | 19        |

### Helyezések fordulónként
| Forduló  | 1  | 2 | 3  | 4 | 5 | 6 | 7 | 8  | 9 | 10 | 11 | 12 | 13 | 14 | 15 | 16 | 17 | 18 | 19 | 20 | 21 | 22 | 23 | 24 | 25 | 26 | 27 | 28 | 29 | 30 |
| -------- | -- | - | -- | - | - | - | - | -- | - | -- | -- | -- | -- | -- | -- | -- | -- | -- | -- | -- | -- | -- | -- | -- | -- | -- | -- | -- | -- | -- |
| Helyszín | O  | I | I  | O | I | O | I | O  | I | O  | I  | O  | I  | O  | I  | I  | O  | O  | I  | O  | I  | O  | I  | O  | I  | O  | I  | O  | I  | O  |
| Eredmény | GY | D | GY | D | V | V | V | GY | V | D  | V  | D  | V  | GY | D  | GY | D  | GY | D  | V  | D  | D  | GY | GY | V  | D  | GY | GY | GY | D  |
| Helyezés | 2  | 2 | 2  | 3 | 7 | 7 | 9 | 7  | 9 | 9  | 12 | 12 | 14 | 12 | 12 | 10 | 11 | 9  | 9  | 11 | 10 | 11 | 10 | 8  | 10 | 10 | 8  | 8  | 7  | 8  |

Helyszín: O = Otthon; I = Idegenben. Eredmény: GY = Győzelem; D = Döntetlen; V = Vereség.

## Magyar kupa
2. forduló
| 2012. szeptember 26. 18:00 |

| Ferencváros                     | 0 – 2               | Haladás                                                |
| ------------------------------- | ------------------- | ------------------------------------------------------ |
| Somália 39' Čukić 61' Perić 78' | (0 – 0) Jegyzőkönyv | Halmosi 47' Andorka 48' 59′ Iszlai 84' Devecseri 90+2' |

| Albert Flórián Stadion, Budapest Nézőszám: 2 100 Játékvezető: Szabó Zsolt (magyar) |

Továbbjutott a Haladás, 2–0-s összesítéssel.
3. forduló
| 2012. október 31. 18:00 |

| Videoton                                       | 2 – 0 (h. u.)                     | Haladás                                     |
| ---------------------------------------------- | --------------------------------- | ------------------------------------------- |
| Nikolics N. 95' 100' Torghelle 67' Caneira 84' | (0 – 0, 0 – 0, 2 – 0) Jegyzőkönyv | Ugrai 40' Kulcsár 60' Iszlai 65' Búrány 87' |

| Sóstói Stadion, Székesfehérvár Nézőszám: 1 521 Játékvezető: Solymosi Péter (magyar) |

Továbbjutott a Videoton, 2–0-s összesítéssel.

## Ligakupa

### Csoportkör (A csoport)
| 1. forduló 2012. szeptember 5. 18:00 |

| Haladás                                                                                 | 3 – 3               | Gyirmót                                |
| --------------------------------------------------------------------------------------- | ------------------- | -------------------------------------- |
| Andorka 38' (11-esből) 57' 89' Regedei 83' (öngól) Devecseri 44' Hanzl 53' Jagodics 85' | (1 – 0) Jegyzőkönyv | Nagy L. 76' Ferenczi 82' 88' Gévay 37' |

| Rohonci út, Szombathely Nézőszám: 400 Játékvezető: Erdős József (magyar) |

| 2. forduló 2012. szeptember 9. 16:30 |

| Győri ETO                                                                         | 5 – 1               | Haladás           |
| --------------------------------------------------------------------------------- | ------------------- | ----------------- |
| Kronaveter 33' 53' Dudás 59' Alekszidze 67' (11-esből) Střeštík 74' Trajković 25' | (1 – 0) Jegyzőkönyv | Tóth 49' Rácz 81' |

| ETO Park, Győr Nézőszám: 600 Játékvezető: Vad II. István (magyar) |

| 3. forduló 2012. október 10. 17:00 |

| Haladás                                                             | 3 – 3               | Budapest Honvéd                                         |
| ------------------------------------------------------------------- | ------------------- | ------------------------------------------------------- |
| Andorka 2' 6' (11-esből) Radó 18' Nagy 57' Farkas 76' Devecseri 89' | (3 – 1) Jegyzőkönyv | Faggyas 31' Hidi 76' Abass 84' Lovrić 5' Ignjatović 61' |

| Rohonci út, Szombathely Nézőszám: 400 Játékvezető: Kovács J. Zoltán (magyar) |

| 4. forduló 2012. október 13. 16:00 |

| Budapest Honvéd                              | 2 – 0               | Haladás                   |
| -------------------------------------------- | ------------------- | ------------------------- |
| Faggyas 33' Délczeg 87' Diarra 70' Abass 78' | (1 – 0) Jegyzőkönyv | Rózsa 30′ Korolovszky 78' |

| Bozsik József Stadion, Budapest Nézőszám: 200 Játékvezető: Varga László (magyar) |

| 5. forduló 2012. november 13. 16:00 |

| Haladás                                                         | 2 – 1               | Győri ETO  |
| --------------------------------------------------------------- | ------------------- | ---------- |
| Andorka 60' 89' Devecseri 11' Jagodics 35' Simon 64' Farkas 84' | (0 – 1) Jegyzőkönyv | Kalmár 28' |

| Rohonci úti stadion, Szombathely Nézőszám: 100 Játékvezető: Kiss Norbert (magyar) |

| 6. forduló 2012. november 28. 15:00 |

| Gyirmót                               | 4 – 2               | Haladás             |
| ------------------------------------- | ------------------- | ------------------- |
| Cseri 28' Nagy 45' Varga 53' Laki 67' | (2 – 0) Jegyzőkönyv | Tóth 65' Kaiser 76' |

| Ménfői úti stadion, Győr Nézőszám: 100 Játékvezető: Berke Balázs (magyar) |

### Az A csoport végeredménye
| Csapat          | M | Gy | D | V | G+ | G– | Gk  | P  |
| --------------- | - | -- | - | - | -- | -- | --- | -- |
| Győri ETO       | 6 | 3  | 2 | 1 | 18 | 8  | +10 | 11 |
| Budapest Honvéd | 6 | 3  | 2 | 1 | 13 | 9  | +4  | 11 |
| Haladás         | 6 | 1  | 2 | 3 | 11 | 18 | –7  | 5  |
| Gyirmót         | 6 | 1  | 2 | 3 | 11 | 18 | –7  | 5  |